# Ioannis Chrysafis
Ioannis Evangelos Chrysafis, född 1873 och död 12 oktober 1932, var en grekisk gymnast och författare.
Chrysafis studerade först vid universitetet i Aten men ägnade sig snart åt gymnastiken och verkade från 1892 som gymnastiklärare i Aten. 1899-1902 studerade han olika gymnastiksystem i Tyskland, Danmark och Sverige samt följde åren 1900-01 utbildningen vid Gymnastiska centralinstitutet i Stockholm 1909 blev han grekiska statens generalinspektör för gymnastik och 1917 chef för sektionen för fysisk fostran och förberedande militärövningar. Chrysafis har utgett flera gymnastiska och idrottsliga skrifter, bland vilka särskilt märks hans arbeten om den forngrekiska gymnastiken.